# Автанділ Гургенідзе
Автанділ Гургенідзе (англ. Avtandil Gurgenidze; 14 грудня 1979, Тбілісі, Грузія) — грузинський художник, фотограф, монументаліст Автанділ отримав освіту в Тбіліській державній академії мистецтв (1997-2003) . Він один з найбільш активних і знаних сучасних грузинських художників, має в доробку більше п'яти десятків персональних виставок . Крім написання картин займається монументальними розписами . Його сюжетами оформлені: одна з головних станцій метро в Тбілісі («Надзаладеві») , метеостанція в горах на висоті 3750 м , гірськолижні станції, багато вулиць, майданчиків та стріт — об'єктів в Грузії та Європі . Митець розписав протягом двох тижнів старий пасажирський літак АН-24 в ангарі Міжнародного аеропорту «Київ», який в ніч на 29 жовтня 2015 року встановили перед терміналами Міжнародного аеропорту «Київ». Головною особливістю цього арт-об'єкту є те, що зображення на корпус літака наносилося митцем вручну пензликами. Також Автанділ Гургенідзе перший в світі художник, який розписав Безпілотний літальний апарат (БпЛА-2024) українського виробництва . Митець отримав премію Цинандалі в галузі образотворчого мистецтва (2003), Президентський Грант за участь у фотовиставці (2004); Перший приз в CENN (Кавказька мережа екологічних НУО), у фотоконкурсі «Наша навколишнє середовище» (2005). 
У 2022 році митець разом з українським Арт-Ательє «Art Society by Kateryna Kucherova» створив спільний грузинсько-український мерч одягу "AG&KK" 
Автанділ Гургенідзе за період своєї творчої діяльності створив нетипові колаборації з Deutsche Amphibolin Werke (Germany), ДП "КАПАРОЛ УКРАЇНА", Caparol Georgia, Made with Bravery, WP Merchandise , Львівською майстернею шоколаду ,  Daylight DESIGN GROUP, SMART business та іншими. Провів майстер клас для колективу Тренінгового центру прокурорів України,  став головним спікером воркшопу "Бізнес і культура", де поділився досвідом створення унікальних нетипових колаборації мистецтва та бізнесу для студентів та викладачів Економічного факультетру Київського національного унівеситету ім. Т. Шевченка у рамках FORUM EFBM 3.0 "From Recovery to Growth".

## Персональні виставки
- серпень 2015 — виставка у «Львівській майстерні шоколаду» (Київ, Україна).
- 31 липня 2015 — виставка та аукціон картин Автанділа Гургенідзе в клубі Vive la Raine, Дніпро, Україна[29].
- 26 червня 2015 — виставка в рамках українсько-грузинського вечора, Дніпро, Україна.
- 1—22 травня 2015 — спільний проєкт з Львівською Майстернею Шоколаду, Львів, Україна[30][31][32].
- грудень 2014 — виставка в Daylight Design Group (Київ, Україна).
- 18 грудня 2014 — виставка та творчий вечір в Spivakovska Art: Ego, Україна.
- 15 жовтня 2014 — виставка в Посольстві Грузії в Україні.
- листопад 2013 — січень 2014 — виставка в фітнес клубі «Фреш» (Донецьк, Україна).
- листопад 2013 — участь в Днях моди в Донецьку як співавтора колекції одягу сезону весна-літо 2014, Донецьк, Україна[33].
- квітень-травень 2013 — виставка «Місто Д» (Донецьк, Україна)[34][35][36].
- лютий 2013 — виставка «Мандрівка в Грузію» (Донецьк, готель «Вікторія», офіс ТА «Кокостревел», Україна).
- січень 2013 — проєкт «Арт Авіа»[37] (спільно з міжнародними авіалініями України), Музей сучасного мистецтва України, Україна[38].
- грудень 2012 — виставка в Національному палаці мистецтв «Україна» (Київ, Україна).
- 2011 — виставка картин в галереях «Вернісаж», Тбілісі, Грузія.
- 2009 — виставка в аукціонному домі Тбілісі.
- 2009 — виставка в Deutsche Bank Privat, Франкфурт, Німеччина.
- 2009 — виставка в Black Sea Cargo (Тбілісі, Грузія).
- 2009 — виставка в Pflegeheim Bockenheim (Франкфурт, Німеччина).
- 2009 — виставка в Diakonisches Werk in Hessen und Nassauev(Франкфурт, Німеччина).
- 2009 — виставка в Bücher Vorort(Франкфурт, Німеччина).
- 2009 — виставка в Stadt Майне Amt für multikulturelle Angelegenheiten, Німеччина.
- 2008 — виставка в KALACZAKRA.
- 2007 — виставка в офісі Caparol, Україна.
- 2007 — виставка в арт кафе «Мулен Electrique» (Тбілісі, Грузія).
- 2006 — виставка в TBC Bank (Тбілісі, Грузія).
- 2005 — виставка в арт-кафе «Point», International Theatre, Anwaltskanzlei-Weh (Франкфурт, Німеччина).
- 2004 — виставка в «Старій Галереї» (Тбілісі, Грузія).
- 2004 — виставка в Bruckenmukle Im Burgerzentrum Nider-Ramstadt, Німеччина.
- 2004 — творчий вечір (Франкфурт, Німеччина).
- 2004 — виставка в «Verwöhn», «Меланж», Франкфурт, Німеччина[39].
- 2004 — виставки в галереях «Дім», «Стара галерея» (Тбілісі, Грузія).
- 2002 — виставка в кафе «Вінсент» (Тбілісі, Грузія).
- 2001 — виставка в «Старій галереї», кафе «Вінсент» (Тбілісі, Грузія).
- 2000 — виставка в «Старій галереї» (Тбілісі, Грузія).
- 1999 — виставка в «Старій галереї» (Тбілісі, Грузія).

## Колективні виставки
- 13—22 червня 2015 — «Атмосфера Грузії», ТЦ «Атмосфера» (Київ, Україна).
- травень—червень 2015 — «Діалог», спільний проєкт з Гіоргієм Апциаурі. Баку, Азербайджан, Natavan Gallery[40]
- 21—30 листопада 2014 — Житомирський академічний музично-драматичний театр імені Івана Кочерги (Житомир, Україна).
- 17 травня 2014 — виставка на Фестивалі грузинської культури до Дня Незалежності Грузії (Київ, Україна).
- 14 січня—12 лютого 2014 — арт-проєкт «Сліди», галерея «Арт Донбас» (Донецьк, Україна).
- 22 грудня—4 січня 2013 — виставка «Різдвяні мрії», галерея «Мистець» (Київ, Україна).
- 5 листопада—26 листопада 2013 — виставка «Авіа: картини і фото» (термінал Міжнародного аеропорту «Київ», Київ, Україна).
- листопад 2013 — участь у «Днях моди в Донецьку», спільний фешн проект з ТД Frau Kukel (Донецьк, Україна).
- 2010 — виставка «RED», галерея «9», Amirani Cinema (Тбілісі, Грузія).
- 2010 — Wanderer, Kunst Aus Georgien.
- 2009 — Тбіліський Аукціонний Дім, виставка 17-ти сучасних грузинських художників.
- 2009 — виставка в підтримку сучасного грузинського мистецтва, філіал патрульної поліції (Тбілісі, Грузія).
- 2008 — виставка грузинських художників (Франкфурт, Німеччина).
- 2006 — фотофестиваль «Kolga» (Тбіліський історичний музей, Тбілісі, Грузія)